# Cozcurrita
Cozcurrita es una localidad española perteneciente al municipio de Fariza, en la provincia de Zamora, y la comunidad autónoma de Castilla y León.
Su término pertenece a la histórica y tradicional comarca de Sayago, siendo una de las siete localidades que forman parte del municipio de Fariza. Se encuentra situado en uno de los rincones más pintorescos de los arribes zamoranos, su casco urbano está emplazado en una mesetilla cortada por ásperos barrancos en tres de sus costados, por cuyos fondos discurren el río Duero y las riveras del Mimbrero y del Pisón. Destaca por la conservación de su patrimonio cultural, diseminado tanto por su término, en el que destaca la iglesia de Santa María Magdalena y la ermita de la Virgen del Castillo, esta última especialmente conocida por la romería de los «Viriatos» o «Pendones». También destaca por su riqueza natural, siendo su territorio parte del parque natural de Arribes del Duero, del que son claro ejemplo el frondoso enebral que existe en las laderas del río y la centenaria morera que se sitúa, como en otras muchas localidades sayaguesas, junto al atrio de la iglesia.
La biodiversidad de su término ha sido protegida por la Unesco con la figura de reserva de la biosfera transfronteriza bajo la denominación de Meseta Ibérica, por la Unión Europea con la Red Natura 2000 y por la comunidad autónoma de Castilla y León con la figura de parque natural,  en estas dos últimas bajo la denominación de Arribes del Duero. La triple protección de este espacio natural busca preservar sus valores naturales, de gran valor paisajístico y faunístico, en el que destaca la presencia de aves como el buitre leonado, la cigüeña negra, el halcón peregrino, el alimoche, la chova piquirroja, el búho real, el águila real y el águila perdicera. Además, la notable conservación de este territorio le ha convertido en las últimas décadas en un punto de referencia del turismo de naturaleza.

## Topónimo
El topónimo Cozcurrita es de raigambre árabe, hecho que reflejaría una influencia andalusí. Algunas fuentes proponen que derivaría de "kozkoz". El período de dominación árabe de la península ibérica, dejó numerosos ejemplos de topónimos árabes en la comarca de Sayago (Alfaraz, Cozcurrita, Fariza, Gáname, Tamame o Zafara) y en el resto de la provincia de Zamora (Alcubilla de Nogales, Algodre, Almaraz de Duero, Barrio de Rábano o Venialbo, entre otros).

## Geografía física

### Ubicación
Cozcurrita se encuentra situada a 18 km al oeste de Bermillo de Sayago y 54 km de la ciudad de Zamora, en el extremo occidental de la altimeseta sayaguesa, en el suroeste zamorano y en la frontera con Portugal. Pertenece a la comarca de Sayago, encontrándose integrado en el término municipal de Fariza, en la mancomunidad Sayagua y en el partido judicial de Zamora.
La calidad y belleza de su entorno natural, ha conllevado su protección al ser incluido dentro del parque natural de Arribes del Duero, un espacio natural protegido de gran atractivo turístico.
| Noroeste: Cércio (Portugal)    | Norte: Miranda do Douro (Portugal) | Noreste: Badilla |
| Oeste: Freixiosa (Portugal)    |                                    | Este: Argañín    |
| Suroeste: Freixiosa (Portugal) | Sur: Fariza                        | Sureste: Tudera  |

Su término viene limitado al oeste por el río Duero, en la zona en la que el río adquiere carácter internacional, al ser compartido por España y Portugal. Justo al otro lado de la frontera se encuentra la localidad de Miranda do Douro. Sus restantes lindes son establecidos por el arroyo Pisón o La Ribera al sur, el arroyo Mimbrero al este y el arroyo Trigales al noroeste.

## Historia
Fue poblado desde tiempos remotos, como se constata con los restos del castro que existió en los aledaños de la ermita de la Virgen del Castillo. Este asentamiento prehistórico se benefició de la protección que le daba la orografía del terreno, al disponer de un único costado de fácil acceso que fue dificultado por obra de sus moradores con la construcción de una recia muralla, todavía perceptible por los gruesos amontonamientos de piedras de sus derrumbes. Se especula que este lugar fue siempre un centro de cultos, siendo la actual ermita la heredera de otro anterior pagano.
En la Edad Media, Cozcurrita quedó integrado en el Reino de León, cuando habría sido repoblado por sus monarcas en el contexto de las repoblaciones llevadas a cabo en Sayago, época a la que se debe la espadaña románica de la iglesia.
Posteriormente, en la Edad Moderna, estuvo integrado en el partido de Sayago de la provincia de Zamora, tal y como reflejaba en 1773 Tomás López en Mapa de la Provincia de Zamora. Así, al reestructurarse las provincias y crearse las actuales en 1833, la localidad se mantuvo en la provincia zamorana, dentro de la Región Leonesa, integrándose en 1834 en el partido judicial de Bermillo de Sayago, dependencia que se prolongó hasta 1983, cuando fue suprimido el mismo e integrado en el Partido Judicial de Zamora.

## Patrimonio

### Santa María Magdalena
Su edificio más significativo es la iglesia de Santa María Magdalena, de estilo románico del siglo XIII, que ha sido recientemente restaurada. El templo se encuentra situado en el límite meridional del casco urbano, a la vera de una centenaria morera (morus alba).
El templo es de reducida dimensión, construido en sillería y mampostería de granito de la zona. Es de nave única, con cubierta a dos aguas y espadaña a los pies. Cuenta con una cabecera cuadrada y en el costado norte tiene adosada la sacristía y una portada cobijada bajo un humilde pórtico. Además, en la parte septentrional tiene adosado el cementerio.
La espadaña está hecha en buena parte de sillería, la cabecera de sillarejo y la nave de mampostería y sillarejo. Estos datos hacen presuponer tres grandes etapa en su cronología contructiva. Cuenta con una portada sencilla de clara filiación románica, pero ubicada de forma inusual, ya que se encuentra situada en el occidental del muro norte. La espadaña también presenta una clara tipología románica, aunque parece haber sido rehecha en una época posterior.
El interior del templo cuenta con la misma sencillez constructiva que le caracteriza y con muiestras de haber sido reformado en muy distintas épocas.

### Las Barrancas
Se puede observar una paronámica fantástica de este pueblo desde el mirador de «Las Barrancas», situado en las inmediaciones de la ermita de la Virgen del Castillo, desde el que es posible observar una bella panorámica de los arribes del Duero.

### Ermita de la Virgen del Castillo
Esta ermita perteneció a la parroquia de Cozcurrita hasta bien entrados los años 60. En la actualidad pertenece a la parroquia de Fariza.
El primer domingo de junio se celebra la tradicional romería de la Virgen del Castillo, también llamada de los «Viriatos» o «Pendones». En ella varios pendones —grandes banderas de aproximadamente 15 metros de altura— se llevan en procesión desde Fariza hasta la ermita, en compañía de otras imágenes y símbolos religiosos. La mezcla de gentío, paisaje agreste, tipismo y el esfuerzo y habilidad de los portadores de los pendones da lugar a un gran espectáculo.

## Fauna y flora
«El Nebral» de Cozcurrita es una de los principales bosques de enebro (subsp. badia) —conocido localmente como jimbro o nebro/niebro— de los escasos existentes en la provincia de Zamora y en el parque natural de Arribes del Duero. Es una especie termófila que se ha adaptado a las cálidas vertientes escarpadas del Duero, pero que también es capaz de resistir el frío, por lo que también se encuentra en la penillanura y en sus bordes. En Cozcurrita se encuentra en  el tramo final del arroyo de los Trigales, en las inmediaciones del mirador de Las Barrancas. La madera de este árbol era muy apreciada para elaborar cigüeñales y vigas para la construcción. Para conseguir del enebro su mayor porte, y de paso evitar que se viera afectado por los incendios, era frecuente la poda de sus rebrotes inferiores, por lo que perdían su tradicional porte piramidal.
En general, el paisaje natural suele estar formado por la encina y el sotobosque asociado, formado por la escoba amarilla, retama, aulaga, erizones, lirio, narciso, zumillo, vulneraria, gordolobo. La fauna incluye la presencia del zorro, cigüeña negra, alimoche, halcón peregrino, avión, cuco, lechuza, salamandra, ranita de San Antonio.